# Filodrillia haswelli
Filodrillia haswelli é uma espécie de gastrópode do gênero Filodrillia, pertencente à família Borsoniidae.